# Davey O’Brien Award
Der Davey O’Brien Award, oder offiziell Davey O’Brien National Quarterback Award, ist eine nach Davey O’Brien bezeichnete Auszeichnung, welche jährlich von der Davey O’Brien Foundation an den besten College Football Quarterback der Vereinigten Staaten vergeben wird. Die „Davey O’Brien Hall of Fame“ befindet sich in Fort Worth, Texas und richtet eine jährliche Festveranstaltung aus, in der dem Gewinner die Trophäe überreicht wird.
Der Award wurde 1977, direkt nach dem Tod von O’Brien, als Davey O’Brien Memorial Trophy zum ersten Mal vergeben. Der erste Preisträger war Earl Campbell, ein Runningback der University of Texas, denn ursprünglich wurden die besten Football-Spieler der NCAA aus dem Südwesten des Landes geehrt. Nachdem 1978 mit Billy Sims ein weiterer Runningback und 1979 und 1980 mit Mike Singletary ein Linebacker ausgezeichnet wurden, erhielt der Award seinen heutigen Namen und wird nur noch an Quarterbacks vergeben.
Die einzigen Spieler, welche den Award seitdem zweimal gewinnen konnten, sind Ty Detmer, Danny Wuerffel, Jason White und Deshaun Watson.

## Preisträger
| Jahr | Spieler            | Schule         |
| ---- | ------------------ | -------------- |
| 1979 | Mike Singletary    | Baylor         |
| 1980 | Mike Singletary    | Baylor         |
| 1981 | Jim McMahon        | BYU            |
| 1982 | Todd Blackledge    | Penn State     |
| 1983 | Steve Young        | BYU            |
| 1984 | Doug Flutie        | Boston College |
| 1985 | Chuck Long         | Iowa           |
| 1986 | Vinny Testaverde   | Miami (FL)     |
| 1987 | Don McPherson      | Syracuse       |
| 1988 | Troy Aikman        | UCLA           |
| 1989 | Andre Ware         | Houston        |
| 1990 | Ty Detmer          | BYU            |
| 1991 | Ty Detmer          | BYU            |
| 1992 | Gino Torretta      | Miami (FL)     |
| 1993 | Charlie Ward       | Florida State  |
| 1994 | Kerry Collins      | Penn State     |
| 1995 | Danny Wuerffel     | Florida        |
| 1996 | Danny Wuerffel     | Florida        |
| 1997 | Peyton Manning     | Tennessee      |
| 1998 | Michael Bishop     | Kansas State   |
| 1999 | Joe Hamilton       | Georgia Tech   |
| 2000 | Chris Weinke       | Florida State  |
| 2001 | Eric Crouch        | Nebraska       |
| 2002 | Brad Banks         | Iowa           |
| 2003 | Jason White        | Oklahoma       |
| 2004 | Jason White        | Oklahoma       |
| 2005 | Vince Young        | Texas          |
| 2006 | Troy Smith         | Ohio State     |
| 2007 | Tim Tebow          | Florida        |
| 2008 | Sam Bradford       | Oklahoma       |
| 2009 | Colt McCoy         | Texas          |
| 2010 | Cam Newton         | Auburn         |
| 2011 | Robert Griffin III | Baylor         |
| 2012 | Johnny Manziel     | Texas A&M      |
| 2013 | Jameis Winston     | Florida State  |
| 2014 | Marcus Mariota     | Oregon         |
| 2015 | Deshaun Watson     | Clemson        |
| 2016 | Deshaun Watson     | Clemson        |
| 2017 | Baker Mayfield     | Oklahoma       |
| 2018 | Kyler Murray       | Oklahoma       |
| 2019 | Joe Burrow         | LSU            |
| 2020 | Mac Jones          | Alabama        |
| 2021 | Bryce Young        | Alabama        |
| 2022 | Max Duggan         | TCU            |
| 2023 | Jayden Daniels     | LSU            |
| 2024 | Cam Ward           | Miami          |